# Џирард (Тексас)
Џирард (енгл. Girard) насељено је место без административног статуса у америчкој савезној држави Тексас.

## Демографија
По попису из 2010. године број становника је 50, што је 12 (-19,4%) становника мање него 2000. године.
| Група             | 2000.      | 2010.      |
| Белци             | 57 (91,9%) | 40 (80,0%) |
| Афроамериканци    | 0 (0,0%)   | 3 (6,0%)   |
| Азијати           | 0 (0,0%)   | 0 (0,0%)   |
| Хиспаноамериканци | 5 (8,1%)   | 8 (16,0%)  |
| Укупно            | 62         | 50         |